# El Limón, La Barca
El Limón är en ort i Mexiko.   Den ligger i kommunen La Barca och delstaten Jalisco, i den centrala delen av landet, 400 km väster om huvudstaden Mexico City. El Limón ligger 1 551 meter över havet och antalet invånare är 259.
Terrängen runt El Limón är platt söderut, men norrut är den kuperad. Runt El Limón är det ganska tätbefolkat, med 230 invånare per kvadratkilometer. Närmaste större samhälle är Ocotlán, 12,1 km väster om El Limón. Trakten runt El Limón består till största delen av jordbruksmark.